# Pulau Mioswundi
Pulau Mioswundi är en ö i Indonesien.   Den ligger i kabupatenet Kabupaten Biak Numfor och provinsen Papua, i den östra delen av landet, 3 300 km öster om huvudstaden Jakarta. Arean är 0,83 kvadratkilometer.
Terrängen på Pulau Mioswundi är mycket platt. Öns högsta punkt är 18 meter över havet. Den sträcker sig 1,5 kilometer i nord-sydlig riktning, och 1,3 kilometer i öst-västlig riktning.